# Phyllogomphus
Phyllogomphus – rodzaj ważek z rodziny gadziogłówkowatych (Gomphidae).

## Podział systematyczny
Do rodzaju należą następujące gatunki:
- Phyllogomphus aethiops Selys, 1854
- Phyllogomphus annulus Klots, 1944
- Phyllogomphus bartolozzii Marconi, Terzani & Carletti, 2001
- Phyllogomphus bongorum Kipping, Mézière & Dijkstra, 2015
- Phyllogomphus coloratus Kimmins, 1931
- Phyllogomphus helenae Lacroix, 1921
- Phyllogomphus moundi Fraser, 1960
- Phyllogomphus occidentalis Fraser, 1957
- Phyllogomphus pseudoccidentalis Lindley, 1972
- Phyllogomphus schoutedeni Fraser, 1957
- Phyllogomphus selysi Schouteden, 1933